# Primula woronowii
Primula woronowii là một loài thực vật có hoa trong họ Anh thảo. Loài này được Losinsk. miêu tả khoa học đầu tiên.